# Fredrik von Köhler (död 1723)
Fredrik von Köhler, född på 1640-talet i Livland, död 1723, var en svensk friherre och militär. Han var far till Georg Reinhold och Johan Didrik von Köhler samt svärfar till Otto Herman von Stahlen.
Fredrik von Köhler var son till major Claes von Köhler och Maria Nassokin. Han blev pikenerare vid Livgardet 1669, drabant 1670 och fänrik vid Königsmarcks regemente i Holland 1671, löjtnant där 1674 och erhöll avsked 1676. von Köhler blev kapten vid Budbergs karelska dragonregemente 1676, ryttmästare vid Änkedrottningens livregemente till häst 1677, generaladjutant 1678 och major vid Änkedrottningens livregemente till häst 1694. Han överste och chef för Västgöta tremänningskavalleriregemente 1700–1712, var chef för Upplands tremänningskavalleriregemente 1712–1716 och blev 1712 generalmajor. von Köhler upphöjdes till friherre 1719 och introducerades på riddarhuset 1720.